# Scatella spangleri
Scatella spangleri är en tvåvingeart som först beskrevs av Wayne N. Mathis 1979.  Scatella spangleri ingår i släktet Scatella och familjen vattenflugor.
Artens utbredningsområde är Ecuador. Inga underarter finns listade i Catalogue of Life.